# 333 Badenia
Badenia (asteroide 333) é um asteroide da cintura principal com um diâmetro de 78,17 quilómetros, a 2,6148811 UA. Possui uma excentricidade de 0,1650294 e um período orbital de 2 024,25 dias (5,55 anos).
Badenia tem uma velocidade orbital média de 16,83070667 km/s e uma inclinação de 3,78185º.
Este asteroide foi descoberto em 22 de Agosto de 1892 por Max Wolf.